# Mario Baeza (Fußballspieler)
Mario Godofredo Baeza Azócar (* 28. April 1916; † 9. Mai 1993) war ein chilenischer Fußballspieler. Der Abwehrspieler absolvierte vier Länderspiele für Chile.

## Vereinskarriere
Mario Baeza spielte von 1936 bis 1943 beim CD Magallanes. Mit den Albicelestes gewann er die Meisterschaft 1938. 1944 wechselte Baeza zu Ligakonkurrent und Stadtrivale CF Universidad de Chile. Dort beendete er 1948 seine Karriere.

## Nationalmannschaftskarriere
Mario Baeza debütierte für die Nationalmannschaft unter Pedro Mazullo im Dezember 1936 bei der 1:2-Niederlage gegen Argentinien beim Campeonato Sudamericano 1937, als er für Jorge Córdova eingewechselt wurde. Auch bei der 4:6-Niederlage gegen Brasilien wurde Baeza für Córdova eingewechselt. Chile belegte mit einem Sieg, einem Unentschieden und drei Niederlagen den fünften Platz von sechs Teilnehmern.
Danach kam Baeza fast elf Jahre nicht mehr in der Nationalmannschaft zum Einsatz. Erst beim Campeonato Sudamericano 1947 in Ecuador absolvierte er zwei weitere Länderspiele. La Roja belegte nach vier Siegen, einem Unentschieden und zwei Niederlagen den vierten Turnierplatz. Die 0:1-Niederlage gegen Paraguay beim Campeonato im Dezember 1947 war auch das letzte Länderspiel des Defensivspielers.

## Erfolge
Magallanes
- Chilenischer Meister: 1938